# Tillier
Tillier är en ort i Belgien.   Den ligger i provinsen Namur och regionen Vallonien, i den centrala delen av landet, 50 km sydost om huvudstaden Bryssel. Tillier ligger 170 meter över havet och antalet invånare är 193.
Terrängen runt Tillier är platt. Runt Tillier är det tätbefolkat, med 591 invånare per kvadratkilometer.. Närmaste större samhälle är Namur, 10,3 km sydväst om Tillier. 
I omgivningarna runt Tillier växer i huvudsak blandskog.